# Kanton Bar-le-Duc-Nord
Der Kanton Bar-le-Duc-Nord war von 1973 bis 2015 ein französischer Wahlkreis. Er lag im Arrondissement Bar-le-Duc, im Département Meuse und in der Region Lothringen. Sein Hauptort war Bar-le-Duc.

## Gemeinden
Der Kanton umfasste drei Gemeinden (für die Stadt Bar-le-Duc ist die Gesamtfläche und Gesamteinwohnerzahl angegeben):
| Gemeinde              | Einwohner Jahr | Fläche km² | Bevölkerungsdichte | Code INSEE | Postleitzahl |
| --------------------- | -------------- | ---------- | ------------------ | ---------- | ------------ |
| Bar-le-Duc            | 15.950 (2013)  | 23,62      | 675 Einw./km²      | 55029      | 55000        |
| Fains-Véel            | 2.212 (2013)   | 18,3       | 121 Einw./km²      | 55186      | 55000        |
| Longeville-en-Barrois | 1.171 (2013)   | 15,44      | 76 Einw./km²       | 55302      | 55000        |